# Liste d'épisodes d'Earth 2

Cet article présente le guide des épisodes du feuilleton télévisé Earth 2.

## Épisode 1Le Projet Eden[1/2]
- États-Unis : 6 novembre 1994 sur NBC
- France : 30 mars 1996 sur Canal Jimmy

- Beth Colt (Newscaster)
- John Verea (Controller #2)
- Marcia Firesten (Navigator)

## Épisode 2:Le Projet Eden[2/2]
- États-Unis : 6 novembre 1994 sur NBC
- France : 30 mars 1996 sur Canal Jimmy

## Épisode 3:L'Étranger
- États-Unis : 13 novembre 1994 sur NBC
- France : 13 avril 1996 sur Canal Jimmy

- Richard Bradford (Commander Broderick O'Neill)
- Tim Curry (Gaal)

## Épisode 4:Les Leçons de la vie
- États-Unis : 20 novembre 1994 sur NBC
- France : 20 avril 1996 sur Canal Jimmy

- Lisa Ebeyer (Grendler #2)
- Tim Curry (Gaal)

## Épisode 5:Promesses tenues
- États-Unis : 27 novembre 1994 sur NBC
- France : 27 avril 1996 sur Canal Jimmy
- Narrateur : Alonzo

- Tim Curry (Gaal)

## Épisode 6:Arrêt sur image
- États-Unis : 4 décembre 1994 sur NBC
- France : 4 mai 1996 sur Canal Jimmy
- Narrateur : Devon

- Julius Carry (Les Firestein)

## Épisode 7:Troc cosmique
- États-Unis : 28 mai 1995 sur NBC
- France : 11 mai 1996 sur Canal Jimmy
- Narrateur : Yale

## Épisode 8:Restriction d'eau
- États-Unis : 11 décembre 1994 sur NBC
- France : 18 mai 1996 sur Canal Jimmy

- Terry O'Quinn (Reilly)

## Épisode 9:Mutation
- États-Unis : 18 décembre 1994 sur NBC
- France : 25 mai 1996 sur Canal Jimmy

- Terry O'Quinn (Reilly)

## Épisode 10:L'ennemi est parmi nous
- États-Unis : 8 janvier 1995 sur NBC
- France : 1er juin 1996 sur Canal Jimmy

- John David Garfield (Jesse James)
- Clifford Happy (Frank James)
- Terry O'Quinn (Reilly)

## Épisode 11:Sacrifice et Rédemption
- États-Unis : 22 janvier 1995 sur NBC
- France : 8 juin 1996 sur Canal Jimmy

- Terry O'Quinn (Reilly)
- Jeff Kober (The Z.E.D.)

## Épisode 12:Les Exclus
- États-Unis : 5 février 1995 sur NBC
- France : 15 juin 1996 sur Canal Jimmy
- Narrateur : Alonzo

- Kevin Wiggins (Mary's Father)
- Laurie Ciarametaro (Mary's Mother)
- Kelli Williams (Mary)

## Épisode 13:La Morganite ou la vie[1/2]
- États-Unis : 19 février 1995 sur NBC
- France : 22 juin 1996 sur Canal Jimmy
- Narrateur : Martin Morgan

## Épisode 14:La Morganite ou la vie[2/2]
- États-Unis : 26 février 1995 sur NBC
- France : 29 juin 1996 sur Canal Jimmy
- Narrateur : Martin Morgan

- David Elliott (Soldier)
- Leslie Cook (Woman)
- Patrick Henry Finnegan (Newscaster)

## Épisode 15:La Voix de sa mère
- États-Unis : 5 mars 1995 sur NBC
- France : 6 juillet 1996 sur Canal Jimmy
- Narrateur : Danziger

- Francia DiMase (Dell Curry)
- Tim Ransom (Whalen)

## Épisode 16:L'Homme de ses rêves
- États-Unis : 12 mars 1995 sur NBC
- France : 13 juillet 1996 sur Canal Jimmy

- Lilyan Chauvin (Katrina)
- Patrick Bauchau (Sheppard)
- Ivan Schwarz (Ivan)
- Dain Turner (Larken)

## Épisode 17:Un tunnel vers la terre promise
- États-Unis : 26 mars 1995 sur NBC
- France : 20 juillet 1996 sur Canal Jimmy

- Lisa Ebeyer (Grendler #2)

## Épisode 18:Futur antérieur
- États-Unis : 23 avril 1995 sur NBC
- France : 27 juillet 1996 sur Canal Jimmy
- Narrateur : Ulysse

- Karen Whittle (sécurité)
- Mike McCoy (Main Guard)
- Nicholas Sadler (Max)
- Michael Reilly Burke (Future Ulysses)
- Kathy Molter (Future Tru)

## Épisode 19:En attendant le dégel
- États-Unis : 2 avril 1995 sur NBC
- France : 3 août 1996 sur Canal Jimmy
- Narrateur : Alonzo

- Lisa Ebeyer (Grendler #2)
- Roy Dotrice (The Elder)
- Andrew J. Ferchland (Ragamuffin)

## Épisode 20:L'Enfant des fleurs
- États-Unis : 4 juin 1995 sur NBC
- France : 10 août 1996 sur Canal Jimmy
- Narrateur : Martin Morgan

## Épisode 21:Les Survivants
- États-Unis : 23 avril 1995 sur NBC
- France : 17 août 1996 sur Canal Jimmy

## Épisode 22:Ève
- États-Unis : 21 mai 1995 sur NBC
- France : 24 août 1996 sur Canal Jimmy

- Marilyn O'Quinn (Reilly)
- Christopher Neame (Dr. Franklin Bennett)
- Margaret Gibson (Elizabeth Anson)